# Круглик (Курская область)
Круглик — упразднённая деревня в Суджанском районе Курской области России. Расположена на территории Мартыновского сельсовета.

## География
Деревня находилась в верховьях реки Смердица (приток Суджи) к северо-востоку от Суджи, примерно в 10 км от вокзала Суджа (линия Льгов-1 — Подкосылев), в 2 км от автодороги Р200.

## Климат
Деревня Круглик, как и весь район, расположена в поясе умеренно континентального климата с тёплым летом и относительно тёплой зимой.